# اونابه نو کاتا
کئو اون این (به ژاپنی: 興雲院)، اونابه نو کاتا (به ژاپنی: お鍋の方) ; (تولد نامشخص، مرگ ۱۶۱۲) یک زن از اهالی ژاپن در دوره آزوچی–مومویاما از اهالی ولایت اومی بود. وی سوکوشیتسو (همسر غیر اصلی) اودا نوبوناگا بود. شوهر اول وی اوگورا سانه‌فوسا نام دیگر «اوگورا سانه‌زومی» بود. وی پس از کشته شدن همسرش اوگورا در نبرد، با نوبوناگا ازدواج کرد.

## خانواده
- پسران از همسر اول
  - اوگورا ماتسوجو
  - اوگورا گورو
- فرزندان پسر و دختر از نوبوناگا:
  - اودا نوبوتاکا (۲) (۱۵۷۶–۱۶۰۲)
  - اودا نوبویوشی (۱۵۷۳–۱۶۱۵)
  - اوفوری (تولد؟ –مرگ ۱۶۴۳ میلادی)